# Odontonema album
Odontonema album là một loài thực vật có hoa trong họ Ô rô. Loài này được V.M.Baum mô tả khoa học đầu tiên năm 1982.